# Lipjan
Lipjan (Servisch: Липљан/Lipljan) is een gemeente in het Kosovaarse district Pristina.
Lipjan telt 76.143 inwoners (2005). De oppervlakte bedraagt 422 km², de bevolkingsdichtheid is 180 inwoners per km².

## Bevolking
In de volkstelling van 2011 werden 57.605 personen in Lipjan geregistreerd, van wie 54.467 Albanezen, 1.812 Ashkali, 513 Serviërs, 342 Roma, 128 Kosovo-Turken, 42 Bosniakken, 6 Gorani en 4 Balkan-Egyptenaren.
| Jaar      | 1948   | 1953   | 1961   | 1971   | 1981   | 1991   | 2011   |
| --------- | ------ | ------ | ------ | ------ | ------ | ------ | ------ |
| Bevolking | 24.916 | 27.891 | 33.119 | 42.553 | 52.538 | 64.077 | 57.605 |

### Religie
De moslims vormen veruit de grootste religieuze groep. Kleinere minderheden zijn christelijk of hebben geen religie (aangegeven).
| Religie | Moslim          | Orthodox    | Katholiek   | Geen confessie | Anders | Onbekend | Geen antwoord |
| ------- | --------------- | ----------- | ----------- | -------------- | ------ | -------- | ------------- |
| Aantal  | 56.384 (97,88%) | 520 (0,90%) | 572 (0,99%) | 6              | 7      | 48       | 68            |

Deçan · Dragash · Gjakovë · Ferizaj · Fushë Kosovë · Gllogovc · Gjilan · Gračanica (Graçanicë) · Hani i Elezit · Istog · Junik · Kaçanik · Kamenicë · Klinë · Klokot (Kllokot) · Leposavić (Albanik) · Lipjan · Malishevë · Mamuşa (Mamushë) · Mitrovicë · Novobërdë · Obiliq · Parteš (Partesh) · Pejë · Podujevë · Pristina (Prishtinë, Priština) · Prizren · Rahovec · Ranilug (Ranillug) · Skënderaj · Štrpce (Shtërpcë) · Shtime · Suharekë · Viti · Vushtrri · Zubin Potok (Zubin Potok) · Zvečan (Zveçan)